# 1947 à la télévision
| Années de la télévision : 1944 - 1945 - 1946 - 1947 - 1948 - 1949 - 1950    |
| Décennies de la télévision : 1910 - 1920 - 1930 - 1940 - 1950 - 1960 - 1970 |

Cet article présente les faits marquants de l'année 1947 à la télévision.

## Évènements
- 5 juin 1947 : Spectacle de variétés retransmis en direct du Théâtre des Champs-Élysées à Paris
- Le 16 septembre a lieu une démonstration de télévision sur la Grand'place de Mons avec du matériel de la société anglaise Pye (en). Les émissions publiques ne commenceront en Belgique qu'à partir de 1951.

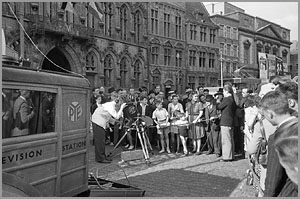
Démonstration à Mons, le 16 septembre 1947.

- Octobre 1947 : Diffusion régulière de 12 heures de programmes hebdomadaires.

## Émissions
- 7 octobre : Première de l'émission Télé-Paris sur RDF Télévision française.

## Principales naissances
- 5 janvier : Virginie Vignon, actrice française.
- 2 février : Farrah Fawcett, actrice, américaine († 25 juin 2009).
- 4 février : William Leymergie journaliste, présentateur de Télématin et producteur de télévision.
- 19 mars : Glenn Close, actrice américaine.
- 10 avril : Daniel Bilalian, journaliste français.
- 15 juin : Tim Hunter, réalisateur et scénariste américain de télévision et de cinéma.
- 9 juillet : Michel Fortin, acteur français († 15 mars 2011).
- 24 juillet : Robert Hays, acteur, producteur et réalisateur américain.
- 4 août : Marie-France Cubadda, journaliste française.
- 8 août : Larry Wilcox, acteur américain.
- 11 août : Georges Pernoud, animateur et producteur de télévision français († 10 janvier 2021).
- 21 août : Frédéric Mitterrand, animateur de télévision, journaliste, écrivain, réalisateur, ministre de la Culture et de la Communication français de 2009 à 2012.
- 7 septembre : Henri Sannier, journaliste sportif et animateur de télévision français.
- 20 septembre : Patrick Poivre d'Arvor, journaliste français
- 14 octobre : Bruno Masure, journaliste français.
- 29 octobre : Coline Serreau, actrice, réalisatrice, scénariste et compositrice de musiques de films française
- 13 novembre : Martine Chardon, journaliste et animatrice de la télévision française († 24 novembre 2003).
- 23 novembre : Jean-Pierre Foucault, animateur français.
- 24 novembre : Dwight Schultz, acteur américain.
- 1er décembre : René Malleville, personnalité médiatique français († 19 septembre 2021).
- 20 décembre : Jean-Pierre Descombes, animateur de télévision français.
- 31 décembre : Tim Matheson, acteur, réalisateur et producteur américain.
- date non précisée : Zale Dalen, réalisateur d'origine philippine.